# Sebastian Kolowa Memorial University
Die Sebastian Kolowa Memorial University (SEKOMU) ist eine staatlich anerkannte, private Universität in der Region Tanga in Tansania. Der Eigentümer ist die Nord-Östliche Diözese der  Evangelische Kirche in Tansania. Im Studienjahr 2016/17 hatte sie 1200 Studenten und 74 Dozenten.

## Lage
Der Hauptcampus der Universität liegt im Dorf Magamba im Distrikt Lushoto. Daneben werden Vorlesungen in den Schulungszentren in Tanga und Bumbuli angeboten.

## Geschichte
Am 28. Oktober 2007 eröffnete das College SEKUCo als Außenstelle der Tumaini Universität. Am 30. September 2012 wurde das Institut zur ersten selbständigen Universität der Region Tanga  erhoben. Namenspatron ist Sebastian Ignatius Kolowa, der erste afrikanische Bischof der Nord-Östlichen Diözese der Evangelisch-Lutherischen Kirche in Tansania.

## Fakultäten
Die Universität hat drei Fakultäten:
- Pädagogik
- Naturwissenschaften
- Recht

## Zusatzangebote
Studenten können in einem Heim auf dem Campus wohnen. Eine Bibliothek steht allen Studenten und Angestellten zur Verfügung.

## Rangliste
Von EduRank wird die Universität als 17. in Tanzania, als Nummer 578 in Afrika und 11.192 weltweit geführt (Stand 2021).